# Der Obersteiger (Film)
Der Obersteiger ist eine österreichische Filmkomödie von Franz Antel aus dem Jahr 1952. Der Film basiert auf der gleichnamigen Operette von Carl Zeller.

## Handlung
Statt bei Hofe zu weilen, begibt sich Prinz Max von Bayern gemeinsam mit seinem Adjutanten Medardus von Krieglstein lieber zur Jagd, was seinem Vetter, König Ludwig I., überhaupt nicht gefällt. Um dem Trubel am Hofe weiterhin entgehen zu können, reist Prinz Max mit seinem Adjutanten inkognito nach Hallstatt und kehrt dort beim Löwenwirt als bayerischer Obersteiger ein.
Die Hallstätter halten den ebenfalls beim Löwenwirt abgestiegenen Andreas Spaun für Max. Spaun, der gerade etwas knapp bei Kasse ist, kommt die äußerst zuvorkommende Behandlung als vermeintlicher Prinz sehr gelegen.
Zur gleichen Zeit trifft Prinzessin Luise mit ihrem Gefolge auf Schloss Ort ein. Um unerkannt am Kirtag in Hallstatt teilnehmen zu können, gibt Luise sich als gewöhnliches Mädchen aus Gmunden aus. Beim Hallstätter Kirtag treffen sich Max und Luise, ohne zu ahnen, wer der jeweils andere in Wirklichkeit ist, und verlieben sich ineinander. Als das Fest vorbei ist, trifft eine Nachricht von König Ludwig ein, der befiehlt, dass Prinz Max und Prinzessin Luise aus Staatsraison heiraten müssen.

## Produktion
Die Innenaufnahmen entstanden im Atelier Thalerhof Graz, Drehorte der Außenaufnahmen waren Hallstatt und Gmunden. Die Filmbauten schufen Werner Schlichting und Isabella Ploberger, Erich von Neusser übernahm die Produktionsleitung. Architekt Werner Schlichting baute in der großen Flugzeughalle vom Flughafen Thalerhof den kompletten Hauptplatz von Hallstatt samt begehbaren Innenräumen auf. Doch die Ausleuchtung der überdimensionalen Kulisse erwies sich als großes Problem, so dass die meisten Szenen in die Nacht verlegt werden mussten. Die Szene, in der der Herzog eine Gams erlegt, wurde in Gosau gedreht. Das Tier war einige Tage zuvor von Wolf Albach-Retty geschossen worden.
Im Vorfeld der Produktion war unter anderem des Engagement folgender Persönlichkeiten in Aussicht genommen worden: Elfie Mayerhofer (als Prinzessin Ludovika „Luise“), Gretl Schörg, Willy Fritsch und Beppo Brehm.
Die Uraufführung erfolgte am 3. November 1952 im Gloria Neu-Ulm, die österreichische Erstaufführung am 6. November 1952 in Graz.

## Kritiken
Das Lexikon des internationalen Films bezeichnete die Operettenverfilmung als „Mischung aus Lustspielklamauk, Sentimentalitäten und Singsang“. Die Onlineversion beurteilte den laut ARD „opulenten Kostümfilm vor romantischer Alpenkulisse“ als „sentimentale musikalische Komödie“.